# مديرية الضليعة

تعديل مصدري - تعديل

مديرية الضليعة إحدى مديريات محافظة حضرموت في شرق اليمن. بلغ عدد سكانها 18678 نسمة عام 2004، وتقسم ادارياً إلى عزلة واحدة بنفس اسم المديرية.

موقع مديرية الضليعة في محافظة حضرموت